# Kurdische Staatsgründungsbestrebungen

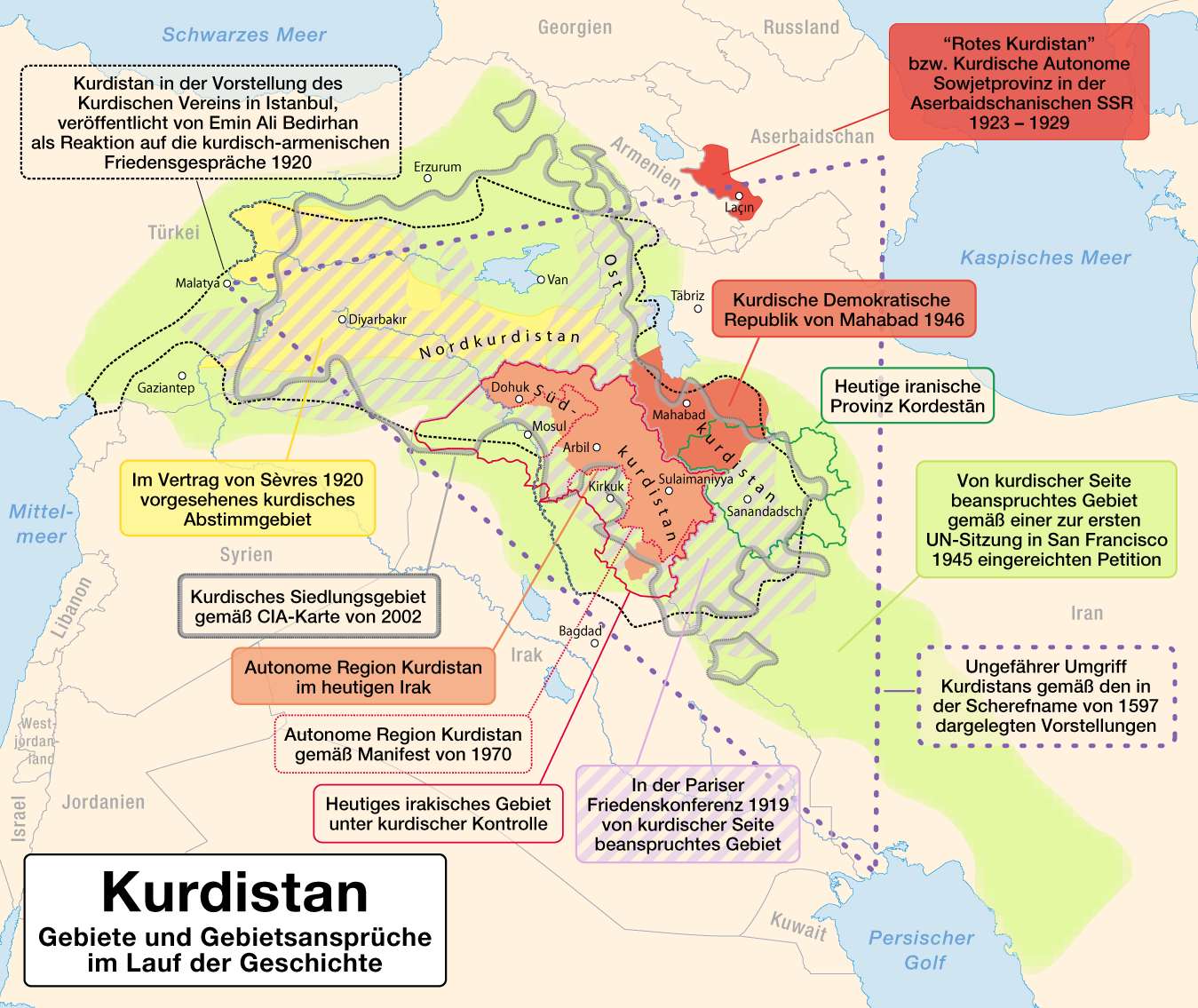
Verschiedene, im 20. Jahrhundert vorgeschlagene Grenzen eines unabhängigen Kurdistans.

Kurdische Staatsgründungsbestrebungen haben die Schaffung eines unabhängigen kurdischen Staates zum Ziel. Ihre Geschichte reicht bis in die Zeit der osmanischen Herrschaft zurück und werden bis in die Gegenwart verfolgt, zuletzt mit einem Unabhängigkeitsreferendum in Kurdistan 2005 und einem 2017. Mehrere Versuche einer Staatsgründung waren im 20. Jahrhundert gescheitert. Lediglich im Norden des Irak konnte ab 1991 mit der Autonomen Region Kurdistan ein staatsähnliches Gebilde mit eigenem Parlament und Regierung errichtet werden, welches jedoch keine internationale Anerkennung als Staat erhielt. Im Zuge des Bürgerkriegs in Syrien entstanden ab 2013 mit Rojava „kurdische Kantone“ im Norden Syriens unter Verwaltung der Partiya Yekitîya Demokrat, die ebenfalls staatsähnliche Strukturen aufweisen.
Die Kurden, deren Zahl auf etwa 30–35 Millionen Menschen geschätzt wird, gelten heute als das größte Volk der Welt ohne eigenen Nationalstaat. Ihr Siedlungsgebiet, das als Kurdistan bezeichnet wird, erstreckt sich über vier Staaten: Türkei, Syrien, Irak und Iran. 

## 21. Jahrhundert

### Irak
Nach dem Aufstand der Kurden im Jahr 1991 wurde von den Alliierten zum Schutz der Aufständischen vor Saddam Hussein eine Flugverbotszone im Norden des Irak eingerichtet. Die irakische Zentralregierung verlor somit die militärische und alsbald die innerstaatliche Kontrolle über den hauptsächlich durch Kurden bevölkerten Nordirak. Ein Jahr darauf, am 4. Juli 1992, kam es zur Gründung der Regionalregierung Kurdistan. Nach dem zweiten Irakkrieg wurde Kurdistan in der neuen irakischen Verfassung von 2005 offiziell anerkannt und in Region Kurdistan-Irak umbenannt.
Die deutlichste Tendenz zu dem Zerfall des Irak ist seit Anfang 2014 zu erkennen, als die terroristisch agierende Organisation Islamischer Staat im Irak aktiv tätig wurde und die Irakkrise 2014 auslöste. Nachdem der IS einige irakische Städte erobern konnte, weitete er seinen Kampf in Richtung Norden, zum Autonomiegebiet der Kurden, aus. Die nach dem zweiten Irakkrieg erreichte Autonomie der Kurden im nördlichen Viertel des Irak wurde durch die Abwehr der ISIS-Aggression gefestigt und durch die jüngst erfolgte Eroberung der südkurdischen Stadt Kirkuk und der umliegenden Erdölfelder de facto zur wirtschaftlichen Unabhängigkeit weiterentwickelt.
Obwohl die Türkei – wo der Großteil der Kurden lebt – seit jeher einen eigenen Kurdenstaat strikt ablehnt, weicht sich diese Haltung der Regierung in Ankara langsam auf. Denn ein solcher Staat würde eine Pufferzone einerseits zu Syrien darstellen, wo seit Jahren eine zum Bürgerkrieg ausgeartete Revolution gegen die Regierung herrscht, und andererseits zum beständigen Unruheherd des Irak mit seinem Gegensatz der drei Bevölkerungsteile (Kurden, Sunniten und Schiiten).
Dessen 2014 deutlich werdendes Machtvakuum ist nicht nur der umstrittenen Schiiten-Regierung des Premiers Maliki zu verdanken, sondern auch dem Vormarsch der ISIS-Rebellen und der Unfähigkeit des Parlaments zu einer politischen Lösung. Das im Frühjahr neugewählte Parlament vertagte sich Anfang Juli abermals, ohne eine Lösung der Krise zu diskutieren.
Seit Januar 2016 graben Peschmerga, die Streitkräfte der Kurdistan Region, entlang der Grenze zum restlichen Irak mehrere Schützengruben für den Kampf gegen den IS aus. Diese Schützengruben reichen vom nördlichen Mossul bis hin zum südlich gelegenen Chanaqin und bilden eine 652 Meilen (ca. 1050 km) lange Grenze. Von der irakischen Zentralregierung wurde den Kurden vorgeworfen eine de facto Staatsgrenze ziehen zu wollen und damit dem Bestreben der Unabhängigkeit vom Irak nachzukommen.
Am Anfang des Jahres 2016 ließ Masud Barzani, der Präsident der Autonomen Region Kurdistan, verkünden, eine Volksabstimmung für die Unabhängigkeit Kurdistans durch das Parlament vorbereiten zu lassen. In einem Interview mit The Guardian merkte er an, dass die Ära des Sykes-Picot-Abkommen, das für die Teilung des Gebiets Kurdistans verantwortlich war, vorbei sei. Das Referendum solle noch vor der Präsidentschaftswahl in den Vereinigten Staaten 2016 stattfinden. In einem CNN-Interview sagte er, dass die Teilung des Irak für ihn eine Tatsache sei: „Es ist Zeit für die Kurden, ihre Zukunft selbst zu bestimmen.“ Denn im Gegensatz zu den von der islamistischen ISIS überrannten Landesteilen ist der Nordirak eine prosperierende Insel der Stabilität mit eigenem Parlament, eigener Armee und wichtigen Investitionen türkischer Industrieller. Die türkische Regierung lehnte einen kurdischen Staat nicht ab.
Am 25. Oktober 2017 wurde in der Autonomen Region Kurdistans (ARK) sowie in den Gebieten, welche nach der Eroberung vom Islamischen Staat (IS) von der ARK kontrolliert wurden, ein Unabhängigkeitsreferendum abgehalten. 92 % sollen sich für eine Unabhängigkeit vom Irak ausgesprochen haben. Darauf schloss die Irakische Regierung den Flugraum über den kurdischen Gebieten. Im Oktober begannen Irakische Regierungstruppen eine Offensive gegen die kurdischen Gebiete und nahmen das ölreiche Kirkuk sowie den strategisch wichtigen Mosul-Staudamm ein.

### Syrien
Im Bürgerkrieg in Syrien seit 2011 gelang es den Volksverteidigungseinheiten Gebiete im Norden des Landes (Rojava genannt) zu kontrollieren und dort Militärstützpunkte aufzubauen. Im Verlauf des Bürgerkriegs gab die syrische Regierung gegen Ende des Jahres 2013 die Kontrolle über die Regionen an der Nordgrenze auf. Lokale kurdische Kräfte übernahmen vielerorts die Kontrolle. Am 12. November 2013 beschloss die Partiya Yekitîya Demokrat (PYD) gemeinsam mit der christlichen Suryoye Einheitspartei (einer Assyrisch/Aramäischen Partei) und weiteren Kleinparteien im Norden Syriens eine Übergangsverwaltung aufzustellen, um den durch den Krieg entstandenen Missständen in Verwaltung und Versorgung der Bevölkerung zu begegnen. Am 21. Januar 2014 folgte die Etablierung der Verwaltung in Cizîrê, am 27. Januar in Kobanê und einige Tage später auch in Efrîn. Dabei erhielten sie zum Teil auch Hilfe von der syrischen Regierung, wie beispielsweise beim Kampf um Kobanê gegen den IS.

### Türkei
Aus Sicht der türkischen Regierung ist zwar eine Abtrennung kurdischer Gebiete vom Zentralstaat derzeit undenkbar und auch eine Autonomie in weiter Ferne. Dennoch war zwischenzeitlich eine gewisse Entspannung zu den Kurden festzustellen. So gab der jetzige Präsident Erdoğan 2005 in Diyarbakir immerhin „Probleme im Osten“ zu, statt in Zusammenhang mit der PKK nur von „Terrorismus“ zu sprechen. In derselben Rede bezeichnete er die Ursache der Auseinandersetzungen als ein spezifisch „kurdisches Problem“ (Kürt Sorunu), womit er indirekt ihren ethnischen Charakter anerkannte. In den 2020ern nahmen die militärischen Konflikte jedoch wieder zu, wobei die türkische Regierung Angriffe, auch tödliche, auf kurdische Strukturen im In- und Ausland als legitime Reaktion auf Anschläge der PKK ansieht.

### Iran
Die iranischen Kurden haben ihr Hauptsiedlungsgebiet im äußersten Nordwesten Irans, einer etwa 400 × 200 km² großen gebirgigen Region. Sie liegt im Westen der iranischen Nordprovinz Aserbaidschan, nahe der Grenze zur Osttürkei und dem heutigen Nordirak.
Zu Beginn des 20. Jahrhunderts gab es mehrere Aufstände gegen die Regierung in Teheran, deren letzter 1930 mit der Ermordung des Kurdenführers Simko Aga endete. Doch nach der anglo-sowjetischen Invasion des Iran wurde mit Stalins Hilfe im Januar 1946 ein regionaler Kurdenstaat gegründet. Diese Volksrepublik Mahabad bestand aber nur elf Monate, ebenso wie in Täbris die Aserbaidschanische Volksregierung im von Aseris bewohnten größeren Ostteil der Nordprovinz. Nach Unterstützung durch irakische Barzani-Krieger kam es zu mehrmonatigen Verhandlungen mit dem Iran, dessen Armee dann aber einmarschierte.
Danach herrschte unter dem Schah „Friedhofsruhe“, und auch nach Chomeinis Revolution 1979 wurde den Kurden keinerlei Autonomie gewährt. Denn es gebe keine ethnischen Gruppen, sondern nur die islamische Glaubensgemeinschaft. Im Juli 2005 brach in Mahabad ein Aufstand aus, der sich auf zehn kurdische Städte ausdehnte und schließlich von 100.000 Soldaten niedergeschlagen wurde.

## Gescheiterte Staatsgründungsversuche

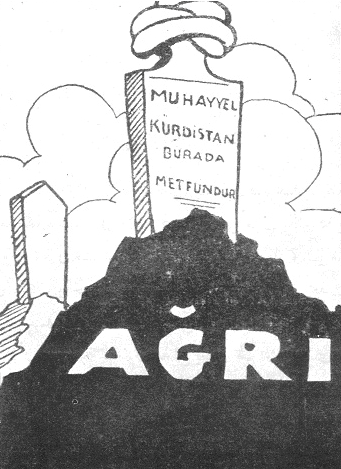
Abbildung aus der Zeitung Milliyet vom 19. September 1930 mit der Aufschrift Hier liegt das fiktive Kurdistan begraben. Der Ararat (Ağrı) wird als Grab dargestellt.

### Republik Ararat (1927–1931)
Nach dem Untergang des Osmanischen Reichs wurde der Friedensvertrag von Sèvres im Jahr 1920 dargelegt, der unter anderem ein autonomes Kurdistan vorsah. Der Vertrag wurde von der türkischen Nationalbewegung unter Mustafa Kemal Atatürk gänzlich abgelehnt. Im weiteren Verlauf des folgenden türkischen Unabhängigkeitskriegs (1920–1923) übernahm sie die türkische Regierung. Während dieses Kriegs wurden die kemalistischen Truppen von kurdischen Stämmen militärisch unterstützt, denen im Vertrag von Sèvres (1920) ein unabhängiger kurdischer Staat versprochen worden war. Der Friedensvertrag von Lausanne 1923, in dem der anfängliche Vertrag von Sèvres zugunsten der siegreichen türkischen Republik revidiert wurde, sah keine kurdische Autonomie vor. Dies führte 1930 zum so genannten Ararat-Aufstand der Kurden, die sich von der neuen türkischen Republik betrogen fühlten. In Folge eines dieser Aufstände wurde die Republik Ararat (kurdisch Komara Agiriyê) im Jahr 1927 als kurdischer Staat im Osten der Türkei ausgerufen. Ihr Gebiet erstreckte sich über die Provinz Ağrı. Dieser Staat wurde international aber nicht anerkannt und hielt nur bis 1931 stand, als die türkische Regierung den Aufstand militärisch niederschlug.